# Демчук Володимир Осипович
Володи́мир О́сипович Демчук (17 грудня 1922, с. Мшана Зборівського повіту (нині Тернопільського району Тернопільської області) — 27 грудня 2005, Кері (Північна Кароліна), США) — український поет діаспори, учасник Другої світової війни.

## Життєпис
Його батько, Демчук Осип — колишній січовий стрілець, служив писарем при штабі отамана Гірняка — вчителя Осипа Демчука; мати — Текля Процик.
Навчався у Львівській політехніці, став учителем української чотирирічної народної школи в селі Травотолоки біля Зборова.
1941 року — в складі ОУН, в осередок у селі увійшли з ним Зенон Лошній та Петро Романів. З 1943 року в дивізії «Галичина», інструктор від тяжких скорострілів, мав право викладати і вчити українською мовою.
Воював під Бродами — приділений до п'ятої сотні Богдана Підгайного, заступник групового у роях тяжких скорострілів. У Пиняцькому лісі на передовій потрапив під перехресний вогонь, поранений в бою біля замку у Підгірцях.
Вирвався з Бродівського котла з кулею в грудях, через Рогатин добрався до військового транспорту в Жидачеві.
Два місяці лікувався у шпиталі в Угорщині, осколок з грудей не вийняли, носив до смерті, повернувся в дивізію, служив в санітарній сотні, згодом приділений до 5-ї сотні 31-го полку — під керунком поручника Володимира Кузя. Служив в Словаччині, звідти виїхав до старшинської сотні в Позен-Трескав.
Після війни закінчив університети Брукліну та Нью-Йорку — став дипломованим інженером, довгі роки працював на будівництві.

Вийшла друком збірка поезій «Володимир Осип Демчук на тлі своєї Доби: Життя. Війна. Поезії…» з передмовою Олександра Панченка.
Писав спогади та вірші. Займався вивченням історії українських військових формувань часу Другої світової війни.
Приїздив до Незалежної України, зокрема, був на Дні дивізії «Галичина» в Городку.
Як писав у своїх спогадах, Бог лишив шмат кулі в грудях, аби він не забув про Україну.